# 펄사

펄사의 개념도. 중앙에 있는 구체는 중성자별을 뜻하며, 주변의 곡선은 자기장의 선을, 중성자별을 관통하고 있는 푸른 광선은 방출 빔을 의미한다.

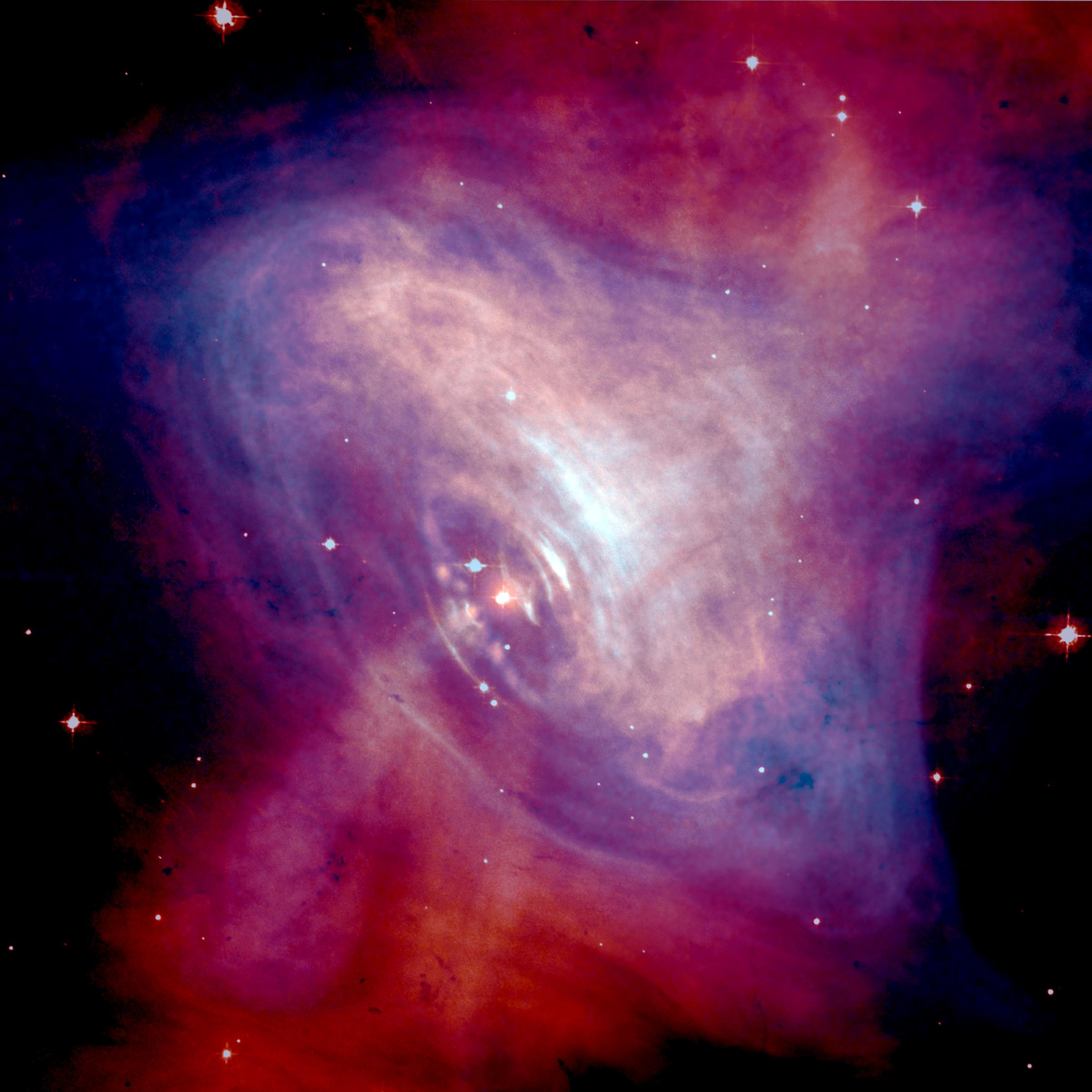
가시광선 및 엑스선 영역으로 관측한 게성운을 합성한 사진. 주변 펄사풍 성운에서 자기장과 중심부 펄사에서 나오는 입자들로 인해, 싱크로트론 방출을 보여주고 있다.

맥동전파원(脈動電波源, pulsating radio star; pulsar 펄사[*])은 고도로 자기화된, 관측 가능한 전파의 형태로 전자기파의 광선을 뿜는, 자전하는 중성자별이다. 펄사를 표시하는 기호 PSR은 맥동전파원의 약자이다. 펄사는 1.5밀리초에서 8.5초 사이의 주기로 광선을 방출한다. 방출 빔이 지구를 향할 때만 펄사의 복사 활동을 관측할 수 있다. 이러한 펄사의 활동을 등대효과라고 부르며 마치 맥박치는 존재 같다고 하여 펄사로 이름이 지어진 계기가 되었다. 중성자별들은 매우 밀도가 높은 천체이기 때문에 자전 주기와 그로 인한 맥동이 매우 규칙적이다. 일부 펄사들의 경우 맥동의 규칙성은 원자 시계와 비교될 수 있을 정도로 정확하다. 펄사들은 PSR B1257+12처럼 주변에 자신을 공전하는 행성들을 거느리기도 한다. 2006년 막스 플랑크 외계물리학 연구소의 베르너 벡커는 "펄사가 어떻게 방사선을 뿜어 내는지에 대한 이론은 40년 가까운 연구에도 불구하고 걸음마 단계에 있다."라고 말했다.

## 역사

### 발견
펄사를 처음 발견한 사람은 조셀린 벨 버넬과 앤서니 휴이시였다(1968년 7월). 문제의 천체는 이상할 정도로 정확한 간격으로 빛의 파장을 방출하고 있었기 때문에, 이들은 이 천체가 뿜는 빛이 외계 지성체가 보내는 메시지라고 생각했으며, 이 수수께끼의 파장에 LGM-1(작고 푸른 사람, Little Green Men)이라는 명칭을 붙였다(이는 외계 지성체를 희화하여 부르는 명칭이다). 이후 LGM-1이 펄사로 판명된 뒤 CP 1919라는 새 명칭이 붙었다. 현재 LGM-1은 PSR 1919+21, PSR B1919+21, PSR J1921+2153 등의 이름으로 불리고 있다.
마틴 리즈에 따르면, 펄사를 외계 지성체가 쏘는 '등대'라고 주장하는 의견이 있었으나 발견 당시에는 거의 받아들여지지 않았다고 했다.  그러나 천체물리학자 피터 A. 스터록은 펄사를 통해 외계 생명체의 존재가 심각하게 고려되고 있으며, "사람들은 이 사실을 숨기려고 한다. 만약 이 사실이 진실로 드러나면 과학자들은 외계 생명체의 존재를 진지하게 선언하지 않으면 안 될 것이다"라고 언급했다.(스터록, 154)
CP 1919는 전파를 방출하고 있었으나, 이후 발견된 펄사들은 엑스선과 감마선을 방출하고 있음이 확인되었다.
펄사라는 단어는 '맥동 현상을 보이는 별(pulsating star)'을 압축하여 만든 신조어이다. 이 단어는 1968년 논문에서 처음 등장했다.
1968년 토머스 골드와 프랑코 파치니는 각자 독립적으로 펄사가 회전하는 중성자별일 것이라고 예측했다. 얼마 지나지 않아 게성운에 있는 펄사는 33 밀리초 간격으로 빠른 맥동 현상을 보여주고 있음이 발견되었다.
1974년 앤터니 휴이시는 펄사를 발견한 공로에 힘입어 노벨 물리학상을 처음 수상한 천문학자가 되었다. 그러나 휴이시의 조교로 일하는 벨이 펄사를 가장 먼저 발견했음에도 노벨상을 받지 못했고 공로를 휴이시가 독점했다는 사실 때문에 많은 논란이 있었다.

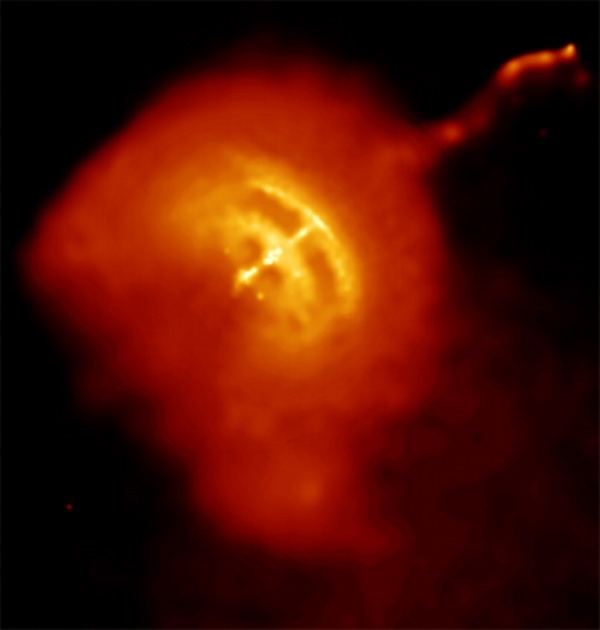
돛 펄사와 그 주변에 둘러 있는 펄사풍 성운.

## 펄사의 종류
천문학자들은 펄사가 뿜어내는 에너지의 원천에 따라 펄사를 세 종류로 구분했다.
- 자전 에너지 펄사: 자전 에너지의 손실을 통해 에너지를 방출한다.
- 강착 에너지 펄사: 엑스선 펄사와 거의 비슷하지만 정확히 일치하는 개념은 아니다. 인접한 항성에서 나온 물질이 다른 쪽의 표면 위에 떨어지는데, 이 강착 물질의 위치 에너지가 엑스선 및 다른 지구에서 관측 가능한 에너지의 근원이다.
- 마그네타: 극도로 강한 중력장의 힘이 약해지면서 에너지를 방출한다.

위 셋 다 중성자별이지만 관측되는 특징 및 근본적 성질은 서로간에 매우 다르다. 다만 셋 사이에 공통분모는 발견된다. 예로 엑스선 펄사는 대부분의 에너지를 잃어버린 자전 에너지 펄사이며, 팽창한 동반성에서 나온 물질이 강착되면서 지구 관찰자의 시야에 보이는 것으로 생각된다. 물질의 강착은 중성자별에 각 운동량을 공급, 자전 에너지 밀리초 펄사로 진화시킨다.

## 작명
원래 펄사들의 이름은 발견한 천문대의 글자 뒤에 적경을 덧붙이는 식으로 지었다.(예: CP 1919) 펄사들이 점점 많이 발견되면서 발견 대상에 붙는 기호들이 갈수록 복잡해져 갔다. 따라서 맥동 전파원(Pulsating Source of Radio)의 약자인 PSR 뒤에 펄사의 적경과 적위를 표시하는 방식으로 바뀌었다. (예: PSR 0531+21) 가끔 적위를 세 자리 수로 표시하기도 한다.(예: PSR 1913+167) 다수의 펄사가 서로 가까이 붙어 있는 경우, 이들을 구별하기 위해 영문 대문자를 뒤에 덧붙이기도 한다.(예: PSR 0021-72C과 PSR 0021-72D)
현재의 규칙으로는 옛날에 발견된 펄사의 숫자 앞에는 원기 1950.0을 뜻하는 B를 붙인다. 최근에 발견된 모든 펄사에는 원기 2000.0을 뜻하는 J를 붙이며, 분각까지 포함한 적위를 함께 표시한다.(예: PSR J1921+2153) 1993년 이전 발견된 펄사들에는 J보다는 B 문자를 사용하는 경향이 있다.(예: PSR J1921+2153은 PSR B1919+21보다 더 널리 쓰인다) 최근에 발견된 펄사들에는 J만을 붙인다.(예: PSR J0437-4715) J가 붙은 모든 펄사들의 천구상 방위는 B보다 더 정확하다.

## 글리치의 예측
2006년 6월, LANL의 천문학자 존 미들디치와 그의 연구진은 로시 엑스선 타이밍 탐사선의 관측 자료를 통해 글리치 현상을 예견했다. 탐사선이 관측한 대상은 펄사 PSR J0537-6910이었다.

## 응용
펄사는 물리학 및 천문학 분야에 있어 여러 연구 과제를 안겨주었다. 대표적인 예로 일반 상대성 이론을 통해 예견된 중력장의 존재 및, 최초의 외계 행성계 발견 등이 있다.

## 주목할 만한 펄사들
- CP 1919: 최초의 전파 펄사(지금은 PSR B1919+21로 알려져 있다)로, 맥동 주기는 1.337초이며 맥동 폭은 0.04초이다. 1967년 발견되었다. (네이처 217:709-713, 1968년)
- PSR 1913+16: 최초로 발견된 쌍성 펄사로, 둘의 공전 궤도는 일반상대성이론에 의한 중력파 복사 방출로 인해, 정확한 비율로 작아지고 있다.
- PSR B1937+21: 최초의 밀리초 펄사.
- PSR J0437-4715: 가장 밝은 밀리초 펄사.
- Cen X-3: 최초로 발견된 엑스선 펄사.
- SAX J1808.4-3658: 최초로 발견된 강착 밀리초 엑스선 펄사.
- PSR B1257+12: 주위를 도는 외계 행성이 최초로 발견된 펄사.
- PSR J0737-3039: 최초로 발견된 펄사 쌍성계.
- SGR 1806-20: 마그네타로, 2004년 12월 27일 역사상 우리 은하 내 관측된 어떤 천체보다도 강한 에너지 폭발을 일으켰다.[7]
- PSR B0531+21:유명한 게 성운의 중심 펄사이다.
- PSR B1931+24: 일정한 간격으로 에너지 방출과 중단을 반복하는데, 방출 기간은 1주일이며 중단 기간은 1개월이다.
- PSR J1748-2446ad: 가장 빠르게 회전하는 펄사. 속도는 716 Hz이다.
- AR Sco(전갈자리 AR): 최초로 발견된 백색왜성 펄사. 크기가 지구만하다(12000km). 그 크기로 인해 현재는 백색왜성으로 분류되어있다.
- PSR J0108-1431, 지구에 가장 가깝다고 알려진 펄사. 이 펄사는 고래자리 방향으로 85 파섹 (280 광년) 위치에 있다. 그럼에도 불구하고, 이 펄사는 극도로 어둡기 때문에 1993년까지 발견되지 않았다. 덴마크 천문학자 Thomas Tauris가 오스트레일리아 및 호주 천문학자 팀과 제휴하여, Parkes 64미터 전파 망원경을 사용, 발견했다.[8] 이 펄사는 보통의 전파 펄사 밝기의 1천분의 1 수준밖에 안 되는 에너지를 방출하고 있는데, 이를 통해 우리 은하에 이와 같이 매우 어두운 펄사가 50만 개 이상 존재할 것으로 추측하고 있다. PSR J0108-1431은 그들의 존재를 증명하는 빙산의 일각과도 같은 존재일 것이다.[9][10]
- PSR J1903+0327: 태양과 같은 항성을 반성으로 거느리고 있는, 쌍성계의 일원으로 발견된 최초의 펄사.
- PSR J0205+6449: 아직은 정확히 밝혀지지 않은 과정에 따라, 평범한 펄사보다 빠르게 식어가고 있다.
- PSR J2007+2722: 40.8 Hz. 분산컴퓨팅프로젝트 '아인슈타인앳홈(Einstein@Home)' 자원봉사자(유저) 개인컴퓨터에 의해 발견된 최초의 펄사.

## 같이 보기
- 중성자별
- 라디오펄사
- 엑스선 펄사
- 마그네타
- 밀리초 펄사
- RRAT
- 펄사 행성
- 알렉산더 볼시찬

## 참고 문헌
- Duncan R. Lorimer, "새로운 밀레니엄의, 쌍성 및 밀리초 펄사들", Living Rev. Relativity 4, (2001), http://www.livingreviews.org/lrr-2001-5
- D. R. Lorimer & M. Kramer; 펄사 천문학 핸드북; Cambridge Observing Handbooks for Research Astronomers, 2004
- Ingrid H. Stairs, "펄사 타이밍을 통한 상대성 이론의 검사", Living Rev. Relativity 6, (2003): http://www.livingreviews.org/lrr-2003-5
- Peter A. Sturrock; The UFO Enigma: A New Review of the Physical Evidence; Warner Books, 1999; ISBN 0-446-52565-0